# Brain (альбом)
Brain — альбом джазового композитора и пианистки Хироми Уэхары, вышедший в 2004 году.

## Об альбоме
Brain был записан в 2003 году совместно с басистом Тони Греем и ударником Мартином Валихорой (под именем Hiromi’s Trio), при участии басиста Энтони Джексона. Издан в 2004 лейблом Telarc.
Критики отмечали широкие стилистические рамки альбома: от классических интонаций в духе Рахманинова до фанк-рока.

## Список композиций
1. Kung-Fu World Champion (6:53)
2. If… (7:11)
3. Wind Song (5:43)
4. Brain (9:05)
5. Desert on the Moon (7:08)
6. Green Tea Farm (4:38)
7. Keytalk (10:02)
8. Legend of the Purple Valley (10:47)

## Участники записи
- Хироми Уэхара — клавишные
- Тони Грей — бас-гитара
- Мартин Валихора — ударные
- Энтони Джексон — бас-гитара